# The Hellion
Pour plus de détails, voir Fiche technique et Distribution.
The Hellion est un film américain réalisé par Bruce M. Mitchell, sorti en 1924.

## Fiche technique
- Titre : The Hellion
- Réalisation : Bruce M. Mitchell
- Scénario : Bruce M. Mitchell
- Pays d'origine : États-Unis
- Genre : western
- Durée : 50 minutes
- Date de sortie : 1924

## Distribution
- J. B. Warner : Tex Gardy
- Marin Sais : The Hellion
- Aline Goodwin : la fille
- Boris Karloff : le hors-la-loi
- William Berke : le père